# Sociedade de consumo
Sociedade de consumo é um termo utilizado para designar o tipo de sociedade que se encontra em uma etapa avançada de desenvolvimento industrial capitalista, onde a elevada produção de bens e serviços aumenta consequentemente o consumo massivo.
O conceito de sociedade de consumo está ligado a economia de mercado, a qual encontra o equilíbrio entre oferta e demanda, através da livre circulação de capital, produtos e pessoas, sem intervenção estatal. Também está fortemente ligado ao conceito de capitalismo.
Do ponto de vista antropológico, entende-se que esses exageros característicos das sociedades de consumo são provenientes de fatores sociais e culturais. Contudo, fatores históricos não podem ser descartados, uma vez que mudanças nos modos de produção a partir de uma revolução industrial aumentaram os níveis de produção, somando-se aos fatores sociais.

## Definição
A expressão Sociedade de Consumo designa uma sociedade característica do mundo desenvolvido, na qual a oferta geralmente excede a procura, os produtos são normalizados e os padrões de consumo massificados. O surgimento da sociedade de consumo decorre diretamente do desenvolvimento industrial que a partir de certa altura, e pela primeira vez em milênios de história, fez com que se tornasse mais difícil vender os produtos e serviços do que fabricá-los. Este excesso de oferta, aliado a uma enorme profusão de bens colocados no mercado, levou ao desenvolvimento de estratégias de marketing extremamente agressivas e sedutoras e às facilidades de crédito, seja das indústrias, empresas de distribuição ou do sistema financeiro.

## Características da sociedade de consumo
As principais características da sociedade de consumo são:
- Em relação aos bens materiais, a oferta excede a procura, levando empresas a recorrerem a estratégias de marketing agressivas e sedutoras que induzem o consumidor a consumir, permitindo-lhes escoar a produção.

- A maioria dos produtos e serviços estão normalizados, os seus métodos de fabrico baseiam-se na produção em série, recorrendo-se a estratégias de marketing que permitam o escoamento permanente dos produtos e serviços.

- Os padrões de consumo estão massificados e o consumo assume as características de consumo de massas.

- O consumo de alguns produtos como forma de integração social.[2]

- Existe uma tendência para o consumismo (um tipo de consumo impulsivo, descontrolado, irresponsável e muitas vezes irracional). Muitas vezes até para suprir faltas e vazios.
- Uma característica subentendida é a evolução, o interesse em evoluir e o consumo abusivo para que aconteça.

## Origem
De acordo com artigos e pesquisas, poderíamos apontar dois momentos para a transformação da sociedade capitalista industrial em uma sociedade de consumo:
- Nas últimas décadas do século XIX, combinando a unificação da Itália e sobretudo da Alemanha, disparou o crescimento mercantil, industrial e técnico científico (Segunda Revolução Industrial), e já com a consciência que o desenvolvimento da demanda interna permitiria o crescimento do benefício. Talvez seja mais frequente apontar como marco a aplicação da linha de montagem e a fabricação de automóveis, por Henry Ford em 1909, o que permitiu o barateamento do produto final; mas seria melhor considerá-lo um exemplo visível de um processo muito mais amplo.
- Depois, como reação a Depressão de 1929, se impôs políticas baseadas nas teorias de J. M. Keynes, que promoveram um aumento constante da demanda dos consumidores privados. Essas políticas se generalizaram no mundo capitalista de 1952 até 1977.

## Críticas sobre a sociedade de consumo

### Críticas negativas
Uma das críticas mais comuns sobre a sociedade de consumo é a que afirma se tratar de um tipo de sociedade que se "rendeu" frente as forças do sistema capitalista e que, portanto, seus critérios e bases culturais estão submetidos as criações postas ao alcance do consumidor. Neste sentido, os consumidores finais perderiam as características de indivíduos e passariam a ser considerados uma massa de consumidores que se pode influir através de técnicas de marketing, inclusive chegando a criação de "falsas necessidades" entre eles. Do ponto de vista ambiental, a sociedade de consumo se vê como insustentável, posto que implica um constante aumento da extração de recursos naturais, e do despejo de resíduos, até o ponto de ameaçar a capacidade de regeneração da natureza desses mesmos recursos imprescindíveis para a sobrevivência humana.
Em economia internacional, diz-se que o modelo consumista faz com que as economias dos países pobres se dediquem em satisfazer o enorme consumo das sociedades mais desenvolvidas, o que os fazem deixar de satisfazer suas próprias necessidades fundamentais, como por exemplo, a alimentação e saúde da população, pois o mercado faz com que a maioria dos recursos sejam destinados a satisfazer a quem pagar mais. Os enfoques anteriores se combinam ao mostrar que, se a maioria da população mundial alcançar um nível de consumo similar ao de países industrializados, recursos de primeira ordem se esgotariam em pouco tempo, o que envolve sérios problemas econômicos, éticos e políticos.
Por último, uma das maiores críticas a sociedade de consumo, vem de quem afirma que esta converte as pessoas a simples consumidores que encontram o prazer no mero consumo por si só, e não pela vontade de possuir o produto.
Infelizmente, um impacto desta sociedade de consumo ao meio ambiente e a sociedade em geral é sem dúvida a rápida obsolescência dos equipamentos, causando hoje na sociedade o que conhecemos como lixo tecnológico, que também prejudica muito a natureza.

### Críticas positivas
Para alguns defensores, a sociedade de consumo é consequência do alto desenvolvimento que chegou a determinadas sociedades e se manifesta no incremento da renda nacional. Por sua vez, possibilita que um número cada vez maior de pessoas adquiram bens cada vez mais diversificados; desta forma, facilitando o acesso a uma maior quantidade e qualidade de produtos por uma parte maior da sociedade, produzindo uma maior igualdade social. 

## Consumismo
Algo comum que acontece dentro do sistema de consumo é o excesso de consumo, que se manifesta como resposta ao apelo da mídia. Pessoas comprando produtos dos mais variados tipos e funções em formas de pagamentos cada vez mais facilitadas (como o parcelamento), favorecendo o endividamento delas, além de fazer com que pessoas iludidas pelas propagandas acumulem itens não prioritários as suas vidas.
Um estágio mais avançado do excesso de consumo manifesta-se em uma doença, uma anomalia comportamental  em algumas pessoas, que passam a consumir compulsivamente, a Oneomania. Esta ocorre com cada vez mais frequência em pessoas que não resistem ao apelo das propagandas e consomem para se satisfazer. Logo, o consumo age como uma droga, e como o alcoolismo, essa doença deve ser tratada em centros de apoio ou hospitais.